# Heckscher & Co.
Heckscher & Co.  war ein erfolgreiches Hamburger Bankhaus, das 1797 gegründet wurde. Es bestand unter diesem Namen bis 1818.
Im Jahre 1797 gründeten die Wechselmakler und Bankiers Salomon Heine und Marcus Abraham Heckscher (1770–1823) in Hamburg das Merchand-Bankhaus Heckscher und Co. Später wurden noch die Wechselmakler Levin Hertz (1765–1827) und Jacob Amsel Oppenheimer (1778–1845) als Teilhaber aufgenommen. Heckscher & Co. agierte in den folgenden Jahren sehr erfolgreich, unter anderem, weil es ihnen gelang, den Import von durch die Kontinentalsperre verteuerten und verknappter englischen Waren zu finanzieren. 1812 verließ Marcus Heckscher das Unternehmen und Heine wurde alleiniger Geschäftsführer. Von 1816 bis 1818 machte Heinrich Heine eine Ausbildung in der Bank. 1818 trennte sich Salomon Heine von seinen beiden Teilhabern und von dem Warengeschäft, seitdem firmierte die Firma als Bankhaus Salomon Heine. Die folgenden zwanzig Jahre verliefen überaus erfolgreich und Salomon Heine stieg zu einem der reichsten  Männer Hamburgs auf. Nach seinem Tod wurde das Bankhaus von seinem Sohn Carl fortgeführt, bis dieser 1865 starb und das Bankhaus liquidiert wurde.

„Viel Aufsehen machte der Austritt des bekannten reichen Banquiers M. A. Heckscher, Stifter des Hauses Heckscher und Co., das lange Zeit eines der glänzendsten unserer Börse gewesen war. Jener hatte in Pyrmont, wie er behauptete in einem Anfall von Geisteskrankheit, einige Pretiosen entwendet; die Sache wurde entdeckt und erregte natürlich großes Aufsehen. Heckscher wurde daher vom Senate für geisteskrank und unmündig erklärt und nach dem südlichen Frankreich geschickt; seine Millionen kamen unter cura.“